# Amateur Transplants
Amateur Transplants ist der Name eines britischen Comedy-Musikduos, bestehend aus den Ärzten Adam Kay und Suman Biswas. Beide studierten Medizin am Imperial College in London.

## Werdegang
Bekannt wurden Amateur Transplants 2005 mit einer Parodie von „Going Underground“ von The Jam mit dem Titel „London Underground“, in dem sie den U-Bahn-Streik in London kritisierten. Von ihrem ersten Album „Fitness to Practice“ spendeten sie 10 Prozent der Erlöse an eine Krebs-Stiftung. 2007 erschien die Live-DVD „The Black and White Menstrual Show“. 
Seit 2005 treten sie auf dem Edinburgh Festival Fringe auf. 

## Stil
Amateur Transplants benutzen bekannte, manchmal klassische, meist jedoch moderne Melodien. Diese versehen sie mit Texten mit meist medizinischem Inhalt, die in einigen Fällen wie „the drugs song“ und „masochism tango 2008“ direkt auf dem Werk des US-amerikanischen Mathematikers und Satirikers Tom Lehrer basieren oder an dessen Stil angelehnt sind. Die Texte sind meist von tiefschwarzem Humor geprägt.

## Diskografie
- 2004: Fitness to Practice
- 2007: The Black and White Menstrual Show, Live-DVD
- 2008: Unfit to Practise
- 2009: In Theatre, Live-Album
- 2010: Have Yourself a Sweary Little Christmas